# Matilda Felixowna Kschessinskaja

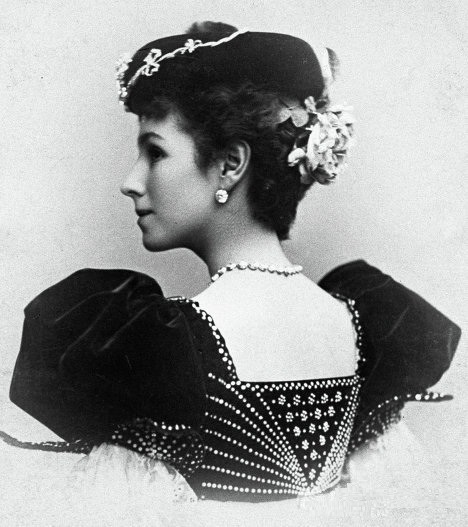
Matilda Kschessinskaja (1897)

Matilda Maria Felixowna Kschessinskaja, russisch Матильда Феликсовна Кшесинская, polnisch Matylda Maria Krzesińska (* 19. Augustjul. / 31. August 1872greg. in Ligowo bei Sankt Petersburg; † 6. Dezember 1971 in Paris) war eine russische Primaballerina und durch Heirat Prinzessin Romanowa-Krassinskaja.

## Leben
Kschessinskaja stammte aus einer polnischen Familie, die am Mariinski-Theater in Sankt Petersburg arbeitete. Sie begann ihre Karriere unter der Ausbildung von Marius Petipa, der einige der größten Primaballerinen hervorbrachte. 1890 machte Kschessinskaja ihren Abschluss am Mariinski-Ballett. Sie war die erste Ballerina, die die „32 fouettés en tournant“ der Italienerin Pierina Legnani (1868–1930) wiederholte. Der Erfolg von Kschessinskaja beruhte auf ihrer besonderen Grazie und ihrer ausdrucksvollen Gestaltungskraft, die das Publikum in ihren Bann zog. Zu ihren Glanzrollen gehörten die Titelrollen in Petipas La Fille du Pharaon und La Esmeralda, oder die Colombine in Harlequinade (oder Les Millions d’Arlequin).

## Skandale

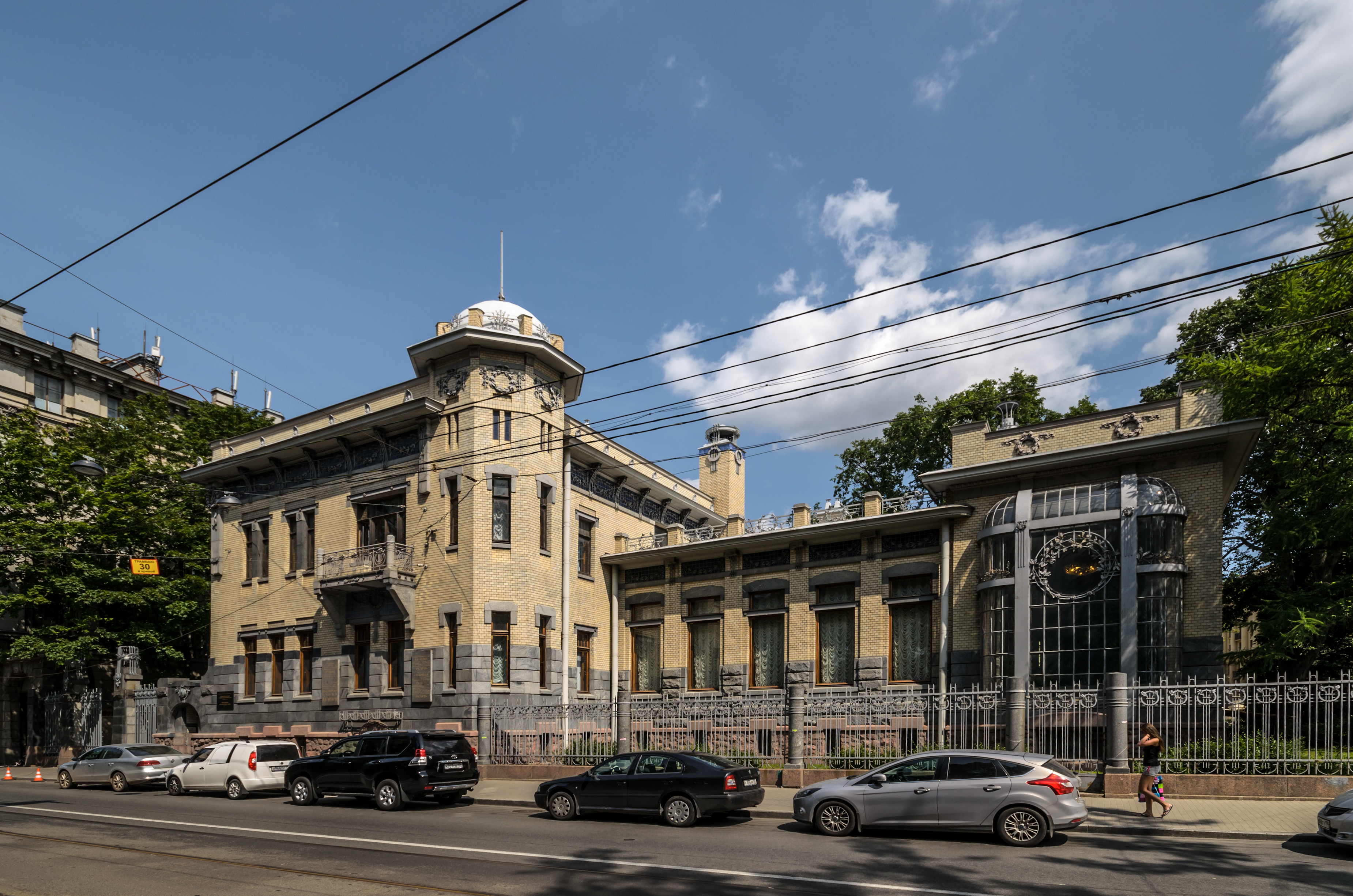
Kschessinskaja-Villa (1904–1906, Architekt Alexander von Hohen), Kronwerski Prospekt 1, St. Petersburg

Aber mehr Aufmerksamkeit erregte ihre 1890 bis 1894 dauernde Affäre mit dem letzten russischen Zaren Nikolaus II., der angeblich seine Jungfräulichkeit mit ihr verloren haben soll. Der Zar gab sogar 1904 für die Tänzerin eine Villa in Auftrag, die bis heute ihren Namen trägt und heute eine Außenstelle des Museum für die politische Geschichte Russlands (ehemals Revolutionsmuseum) in St. Petersburg beherbergt.
Die Skandale und Gerüchte um ihren Namen dauerten jedoch an, weil sie eine „Ménage à trois“ mit zwei Großfürsten der Familie Romanow, Sergei Michailowitsch und seinem Vetter Andrei Wladimirowitsch, einging.

## Flucht und Heirat
Am 13. Februar 1920 floh sie mit der Familie der Großfürstin Maria Pawlowna über Italien nach Frankreich. 1921 heiratete sie in Paris Großfürst Andrei Wladimirowitsch Romanow (1879–1956), Sohn des Großfürsten Wladimir Alexandrowitsch Romanow und der Maria Pawlowna. Er behauptete auch, der Vater von Kschessinskajas Sohn, Wladimir Romanowsky-Krassinsky (1902–1974), zu sein.

## Leben im Exil

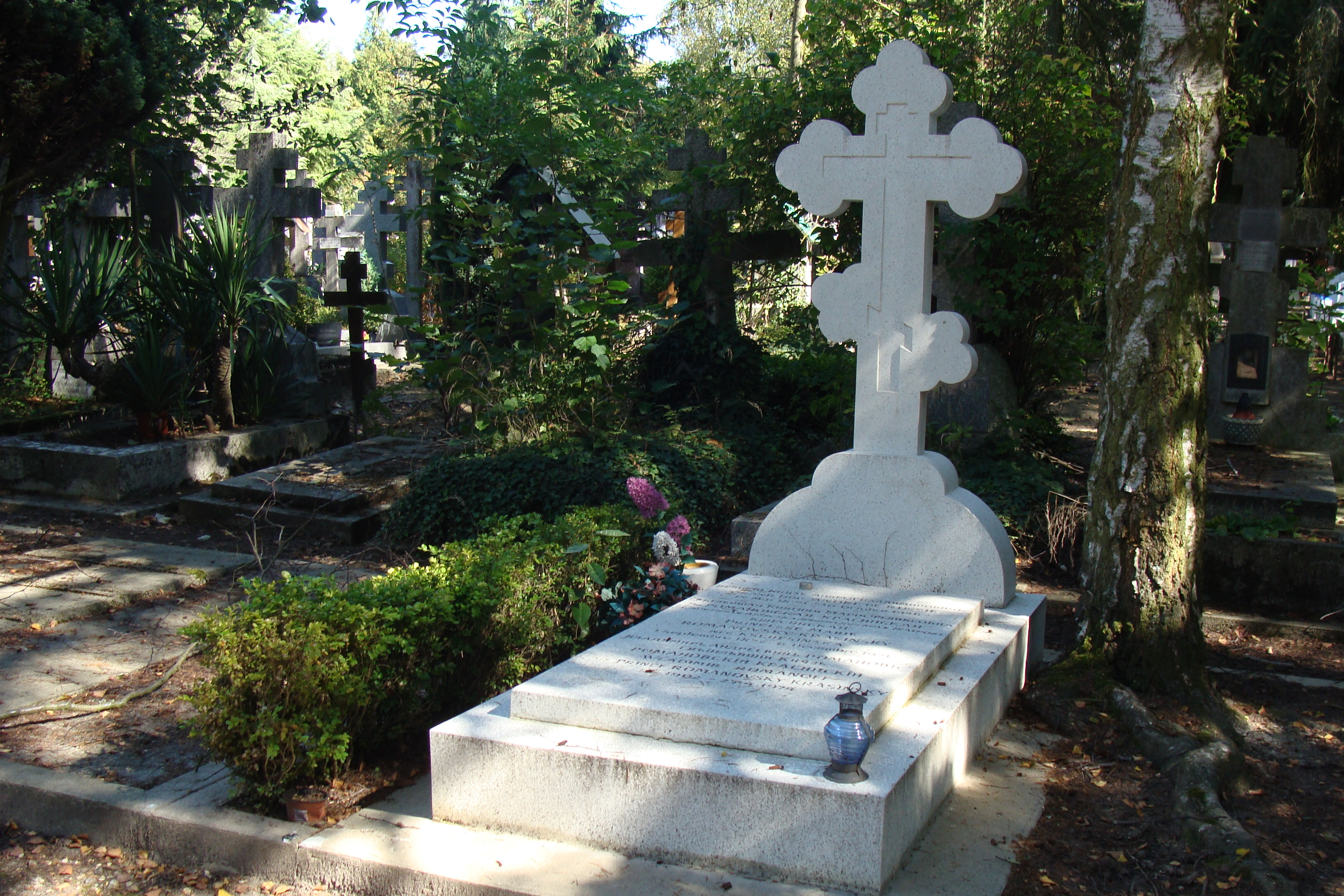
Das Grab von Kschessinskaja und von ihrem Mann und Sohn auf dem russischen Friedhof in Sainte-Geneviève-des-Bois bei Paris, 2014

1929 öffnete Kschessinskaja ihre eigene Ballettschule, wo sie Studenten wie Margot Fonteyn, Lady Alicia Markova, André Eglevsky und Tamara Toumanova unterrichtete. 1936 trat sie das letzte Mal öffentlich auf, bei einem Wohltätigkeitsball im Royal Opera House in Covent Garden, London.
1960 veröffentlichte sie ihre Autobiographie.

## Rezeption
- Mathilde – Liebe ändert alles (Matilda), russischer Spielfilm von Alexei Jefimowitsch Utschitel aus dem Jahr 2017 mit Michalina Olszańska in der Hauptrolle der Matilda.